# Scopula nigridentata
Scopula nigridentata là một loài bướm đêm trong họ Geometridae.